# Gaudre d'Auge
Pour les articles homonymes, voir Gaudre.
Le gaudre d'Auge, est une rivière française, qui coule dans le département des Bouches-du-Rhône et la région Provence-Alpes-Côte d'Azur.

## Géographie

### Cours
Le cours de cette rivière est localisé entièrement dans le département des Bouches-du-Rhône. Ses eaux alimentent le canal de Vigueirat.

### Affluents
La gaudre d'Auge n'a pas d'affluent connu.

## Départements et communes traversées
Cette rivière traverse uniquement les Bouches-du-Rhône, dans les communes de Baux-de-Provence, Tarascon, Fontvieille.